# 김영진 (야구 선수)
김영진(1972년 4월 9일 ~ )은 대한민국의 전 야구 선수이다.
동대문상업고등학교 - 동국대를 거쳐 1995년부터 삼성 라이온즈에 입단해 포수로 뛰기 시작했다. 수비는 최고였으나 타격은 평균 이하였다.
그는 1997년 8월 23일 쌍방울 레이더스 전에서 9회 2아웃에서 상대 타자를 원바운드 삼진으로 처리했으나, 김성근 감독의 항의로 낫아웃이 되고, 이미 김영진은 공을 관중석에 던졌기 때문에 엔타이틀 투베이스로 기록이 되었다. 그리고 그 경기는 그 이닝에만 5점을 내면서 6대 4로 역전패 당했다.
이후 삼성은 진갑용, 김동수 등 스타플레이어 포수를 영입하기 시작했으며 진갑용이 뛰어난 성적을 보여주자 김영진은 이후 백업 포수로 잠잠해지고 2001년 한화 이글스로 트레이드된 뒤 은퇴했다.
1. ↑  최영호 (2000년 3월 3일). “[삼성 스프링 캠프] "사자 '안방' 든든해졌어요"”. 영남일보. 2023년 5월 13일에 확인함.